# Quận Kleberg, Texas
Quận Kleberg (tiếng Anh: Kleberg County) là một quận trong tiểu bang Texas, Hoa Kỳ. Quận lỵ đóng ở thành phố Kingsville6. Theo kết quả điều tra dân số năm  2000 của Cục điều tra dân số Hoa Kỳ, quận có dân số 31.549 người.